# Mammiferi a rischio di estinzione
Questa voce elenca le 100 specie di mammiferi considerate dalla Zoological Society of London come a maggior rischio di estinzione.
La peculiarità di queste specie è la loro unicità: non sono affini a nessun'altra specie di mammifero, per cui una volta estinte la Terra perderebbe per sempre biodiversità uniche.

## A
| Nome scientifico       | Nome comune                      | Famiglia       |
| ---------------------- | -------------------------------- | -------------- |
| Ailuropoda melanoleuca | Panda gigante                    | Ursidae        |
| Ailurus fulgens        | Panda minore                     | Ailuridae      |
| Allactaga firouzi      | Gerboa iraniano                  | Dipodidae      |
| Allocebus trichotis    | Chirogaleo dalle orecchie pelose | Cheirogaleidae |
| Aproteles bulmerae     | Pipistrello frugivoro di Bulmer  | Pteropodidae   |

## B
| Nome scientifico       | Nome comune                | Famiglia        |
| ---------------------- | -------------------------- | --------------- |
| Balaenoptera musculus  | Balenottera azzurra        | Balaenopteridae |
| Balaenoptera physalus  | Balenottera comune         | Balaenopteridae |
| Bradypus pygmaeus      | Bradipo pigmeo             | Bradypodidae    |
| Bradypus torquatus     | Bradipo dal cappuccio      | Bradypodidae    |
| Bunolagus monticularis | Coniglio di fiume          | Leporidae       |
| Burramys parvus        | Opossum pigmeo di montagna | Burramyidae     |

## C
| Nome scientifico            | Nome comune                        | Famiglia         |
| --------------------------- | ---------------------------------- | ---------------- |
| Camelus bactrianus          | Cammello                           | Camelidae        |
| Catagonus wagneri           | Pecari del Chaco                   | Tayassuidae      |
| Chaerephon gallagheri       | Molosso di Gallagher               | Molossidae       |
| Chaetocauda sichuanensis    | Ghiro cinese                       | Gliridae         |
| Chimarrogale hantu          | Toporagno d'acqua malese           | Soricidae        |
| Chimarrogale sumatrana      | Toporagno d'acqua di Sumatra       | Soricidae        |
| Chinchilla brevicaudata     | Cincillà coda corta                | Chinchillidae    |
| Chodsigoa salenskii         | Toporagno di Salenski              | Soricidae        |
| Coleura seychellensis       | Pipistrello delle Seychelles       | Emballonuridae   |
| Craseonycteris thonglongyai | Pipistrello calabrone (o farfalla) | Craseonycteridae |
| Cryptoprocta ferox          | Fossa                              | Viverridae       |
| Cynocephalus volans         | Colugo delle Filippine             | Cynocephalidae   |

## D
| Nome scientifico             | Nome comune                      | Famiglia          |
| ---------------------------- | -------------------------------- | ----------------- |
| Beatragus hunteri            | Damalisco di Hunter              | Bovidae           |
| Daubentonia madagascariensis | Aye-aye                          | Daubentoniidae    |
| Dendromus kahuziensis        | Topo rampicante del Monte Kahuzi | Nesomyidae        |
| Dicerorhinus sumatrensis     | Rinoceronte di Sumatra           | Rhinocerotidae    |
| Diceros bicornis             | Rinoceronte nero                 | Rhinocerotidae    |
| Dromiciops gliroides         | Monito del monte                 | Microbiotheriidae |
| Dugong dugon                 | Dugongo                          | Dugongidae        |

## E
| Nome scientifico           | Nome comune                  | Famiglia     |
| -------------------------- | ---------------------------- | ------------ |
| Equus africanus            | Asino selvatico africano     | Equidae      |
| Equus grevyi               | Zebra di Grevy               | Equidae      |
| Equus hemionus onager      | Onagro                       | Equidae      |
| Equus zebra                | Zebra di montagna            | Equidae      |
| Elephas maximus            | Elefante asiatico            | Elephantidae |
| Elephas maximus sumatranus | Elefante di Sumatra          | Elephantidae |
| Euchoreutes naso           | Gerboa dalle grandi orecchie | Dipodidae    |
| Eupleres goudotii          | Falanouc                     | Eupleridae   |
| Euroscaptor parvidens      | Talpa dai piccoli denti      | Talpidae     |

## G
| Nome scientifico          | Nome comune                   | Famiglia    |
| ------------------------- | ----------------------------- | ----------- |
| Glironia venusta          | Opossum dalla coda a pennello | Didelphidae |
| Glirulus japonicus        | Ghiretto del Giappone         | Gliridae    |
| Gracilinanus aceramarcae  | Opossum gracile di Aceramarca | Didelphidae |
| Gymnobelideus leadbeateri | Opossum del Leadbeater        | Petauridae  |

## H
| Nome scientifico         | Nome comune       | Famiglia       |
| ------------------------ | ----------------- | -------------- |
| Hapalemur aureus         | Apalemure dorato  | Lemuridae      |
| Hexaprotodon liberiensis | Ippopotamo pigmeo | Hippopotamidae |
| Hypogeomys antimena      | Votsovotsa        | Muridae        |

## I
| Nome scientifico         | Nome comune         | Famiglia    |
| ------------------------ | ------------------- | ----------- |
| Indri indri              | Indri               | Indriidae   |
| Isolobodon portoricensis | Hutia di Porto Rico | Capromyidae |

## L
| Nome scientifico     | Nome comune                 | Famiglia     |
| -------------------- | --------------------------- | ------------ |
| Lasiorhinus krefftii | Wombat naso peloso del nord | Vombatidae   |
| Lipotes vexillifer   | Lipote                      | Lipotidae    |
| Loris tardigradus    | Lori gracile                | Lorisidae    |
| Loxodonta africana   | Elefante africano           | Elephantidae |

## M
| Nome scientifico         | Nome comune                                     | Famiglia         |
| ------------------------ | ----------------------------------------------- | ---------------- |
| Macrotarsomys ingens     | Topo maggiore dai grandi piedi                  | Nesomyidae       |
| Marmosa andersoni        | Opossum topo di Anderson                        | Didelphidae      |
| Marmosops handleyi       | Opossum di Handley                              | Didelphidae      |
| Micropotamogale lamottei | Micropotamogale del monte Nimba                 | Tenrecidae       |
| Monachus monachus        | Foca monaca                                     | Phocidae         |
| Murina grisea            | Pipistrello dal naso a tubo di Peters           | Vespertilionidae |
| Myomimus setzeri         | Ghiro coda di topo di Setzer                    | Gliridae         |
| Mystacina tuberculata    | Pipistrello dalle ali corte della Nuova Zelanda | Mystacinidae     |
| Myzopoda aurita          | Pipistrello dai piedi a ventosa                 | Myzopodidae      |

## N
| Nome scientifico       | Nome comune               | Famiglia     |
| ---------------------- | ------------------------- | ------------ |
| Neohylomys hainanensis | Gimnuro di Hainan         | Erinaceidae  |
| Nesolagus netscheri    | Coniglio di Sumatra       | Leporidae    |
| Nesoscaptor uchidai    | Talpa di Senkaku          | Talpidae     |
| Notoryctes caurinus    | Talpa marsupiale del nord | Notoryctidae |
| Notoryctes typhlops    | Talpa marsupiale del sud  | Notoryctidae |

## O
| Nome scientifico   | Nome comune                                | Famiglia   |
| ------------------ | ------------------------------------------ | ---------- |
| Oreonax flavicauda | Scimmia lanosa dalla coda gialla           | Atelidae   |
| Otomops wroughtoni | Pipistrello dalle dita libere di Wroughton | Molossidae |

## P
| Nome scientifico         | Nome comune                                          | Famiglia         |
| ------------------------ | ---------------------------------------------------- | ---------------- |
| Paracoelops megalotis    | Pipistrello del Vietnam                              | Rhinolophidae    |
| Pentalagus furnessi      | Coniglio Amami                                       | Leporidae        |
| Pharotis imogene         | Pipistrello dalle grandi orecchie della Nuova Guinea | Vespertilionidae |
| Phocoena sinus           | Vaquita                                              | Phocoenidae      |
| Platanista gangetica     | Platanista del Gange                                 | Platanistidae    |
| Platanista minor         | Platanista dell'Indo                                 | Platanistidae    |
| Podogymnura aureospinula | Gimnuro di Dinagat                                   | Erinaceidae      |
| Podogymnura truei        | Gimnuro di Mindanao                                  | Erinaceidae      |
| Pongo pygmaeus           | Orango                                               | Hominidae        |
| Potorous longipes        | Potoro dai lunghi piedi                              | Potoroidae       |
| Prolemur simus           | Prolemure dal naso largo                             | Lemuridae        |
| Propithecus tattersalli  | Sifaka dalla corona dorata                           | Indriidae        |
| Pseudoryx nghetinhensis  | Saola                                                | Bovidae          |

## R
| Nome scientifico        | Nome comune               | Famiglia        |
| ----------------------- | ------------------------- | --------------- |
| Rhinoceros sondaicus    | Rinoceronte di Giava      | Rhinocerotidae  |
| Rhinoceros unicornis    | Rinoceronte indiano       | Rhinocerotidae  |
| Rhinolophus imaizumii   | Rinolofo di Imaizumi      | Rhinolophidae   |
| Rhynchocyon chrysopygus | Toporagno elefante dorato | Macroscelididae |
| Romerolagus diazi       | Coniglio dei vulcani      | Leporidae       |

## S
| Nome scientifico          | Nome comune             | Famiglia       |
| ------------------------- | ----------------------- | -------------- |
| Saiga tatarica            | Saiga                   | Bovidae        |
| Selevinia betpakdalaensis | Ghiro del deserto       | Gliridae       |
| Sicista armenica          | Sicista dell'Armenia    | Dipodidae      |
| Solenodon cubanus         | Solenodon di Cuba       | Solenodontidae |
| Solenodon paradoxus       | Solenodon di Hispaniola | Solenodontidae |

## T
| Nome scientifico    | Nome comune                         | Famiglia          |
| ------------------- | ----------------------------------- | ----------------- |
| Talpa streeti       | Talpa persiana                      | Talpidae          |
| Tapirus bairdii     | Tapirella - Tapiro di Baird         | Tapiridae         |
| Tapirus pinchaque   | Tapiro di montagna                  | Tapiridae         |
| Tokudaia muenninki  | Ratto spinoso di Muennink           | Muridae           |
| Tomopeas ravus      | Pipistrello dalle orecchie smussate | Molossidae        |
| Trichechus inunguis | Lamantino delle Amazzoni            | Trichechidae      |
| Tylomys bullaris    | Ratto rampicante del Chiapas        | Cricetidae        |
| Tylomys tumbalensis | Ratto rampicante di Tumbala         | Cricetidae        |
| Typhlomys chapensis | Ghiro pigmeo di Chapa               | Platacanthomyidae |

## U
| Nome scientifico       | Nome comune               | Famiglia |
| ---------------------- | ------------------------- | -------- |
| Uropsilus investigator | Talpa toporagno ficcanaso | Talpidae |
| Uropsilus soricipes    | Talpa toporagno cinese    | Talpidae |

## Z
| Nome scientifico  | Nome comune             | Famiglia       |
| ----------------- | ----------------------- | -------------- |
| Zaglossus bruijni | Echidna dal becco lungo | Tachyglossidae |